# فومي واكاباياشي
فومي واكاباياشي (باليابانية: 若林史江؛ بالكانا: わかばやし ふみえ) هي ناقدة وكاتِبة يابانية، ولدت في 7 أكتوبر 1977 في إيسوغو-كو، يوكوهاما في اليابان.

## وصلات خارجية
- الموقع الرسمي